# Jackson, Maine
Jackson är en kommun i Waldo County i delstaten Maine, USA.